# Степанов Олександр Олександрович (футболіст)
Олександр Олександрович Степанов (нар. 7 липня 1983) — український футболіст та тренер, виступав на позиції півзахисника.

## Життєпис
Вихованець дніпровських клубів УФК-2 та ДВУФК. Влітку 2000 року підписав перший професіональний контракт, з «Торпедо».  У дорослому футболі дебютував 6 серпня 2000 року в програному (0:1) виїзному поєдинку 1/16 фіналу кубку України проти запорізького «Металурга-2». Олександр вийшов на поле на 46-й хвилині, замінивши Олексія Шаповалова. Проте цей матч так і залишився єдиним для юного півзахисника у футболці «торпедівців». Навесні наступного року перебрався до дніпропетровського «Оріона», який виступав в аматорському чемпіонаті України.
Навесні 2002 року зробив другу закріпитися в професіональному футболі, став гравцем «Електрометалурга-НЗФ». У футболці нікопольського клубу дебютував 24 березня 2002 року в нічийному (2:2) домашньому поєдинку 20-го туру Першої ліги України проти «Вінниці». Степанов вийшов на поле на 85-й хвилині, замінивши Віктора Д'яка. Єдиним голом у професіональному футболі відзначився 29 квітня 2002 року на 81-й хвилині переможного (4:0) домашнього поєдинку 27-го туру Першої ліги України проти тернопільської «Ниви». Олександр вийшов на поле на 69-й хвилині, замінивши Віктора Д'яка. Навесні 2002 року у складі «Електрометалурга-НЗФ» провів 5 поєдинків, в яких відзначився 1-м голом. Після цього перебрався в токмакський «Скорук», у футболці якого виступав у чемпіонаті Дніпропетровської області. 
Влітку 2007 року втретє спробував закріпитися в професіональному футболі, в «Угольку». За нову команду дебютував 28 липня 2002 року в програному (1:3) виїзному поєдинку 1-го туру групи В Другої ліги України проти дніпропетровського «Дніпра-2». Степанов вийшов на поле в стартовому складі та відіграв увесь матч (згодом результат вище вказаного поєдинку анулювали). Влітку-восени 2002 року провів 9 поєдинків за «Угольок». Після цього виступав у чемпіонаті Дніпропетровської області за «Авангард» (Орджонікідзе), «Скорук», «Шахтар» (Марганець) та «Нікополь».
З 2010 року працює в молодіжній академії «Скорука», а також очолює дорослу футбольну команду вище вказаного клубу.